# Europäisches Christliches Umweltnetz
Das Europäische Christliche Umweltnetz (European Christian Environmental Network, ECEN) ist ein ökumenischer Zusammenschluss von kirchlichen Organisationen zur Stärkung der kirchlichen Umweltpraxis in Europa und zur Gestaltung eines „nachhaltigen Europas“.

## Gründungsmandat der Europäischen Ökumenischen Versammlung, Graz 1997
Das Netzwerk wurde im Jahre 1998 auf eine Empfehlung der Zweiten Europäischen Ökumenischen Versammlung in Graz (1997) hin gegründet. Die Versammlung hatte empfohlen, dass "ein Netzwerk von Umweltbeauftragten der Kirchen ins Leben gerufen werde". In der Folge fanden mehrere Zusammenkünfte statt, um die Verwirklichung des Vorschlags im Einzelnen zu besprechen. Auf die Einladung der Konferenz Europäischer Kirchen kamen 60 Delegierte aus 24 Ländern in der Orthodoxen Akademie von Vilémov (Tschechische Republik) zusammen und beschlossen am 25. Oktober 1998 ein "Europäisches Christliches Umweltnetz" zu gründen.
Parallel zu ECEN wurde ein Netzwerk der Umweltverantwortlichen des Rates der Europäischen Bischofskonferenzen (CCEE) errichtet. Beide Organisationen führen regelmäßig Netzwerktreffen und Konsultationen durch. 

## Ziele
Das Ziel des Netzwerkes ist die Arbeit für eine nachhaltige Entwicklung auf allen Ebenen – der Gemeinde, der Region, des Landes und Europas. Dazu gehören nicht nur die ökologischen, sondern auch die sozialen, geistlichen, politischen und wirtschaftlichen Dimensionen des Lebens. Im Einzelnen werden folgende Ziele angestrebt:
- Förderung und Unterstützung der Mitglieder bei der Entwicklung von praktischen Aktionen, um die ökologischen Verantwortung der Kirchen in christlicher Überzeugung wahrzunehmen

- Unterstützung der Kirchen in ihrer theologischen Reflexion über das „Geschenk“ der Schöpfung Gottes und spezifische Umweltfragen

- Zusammentragen von Information und Fachwissen

- Verstärken des ökologischen Bewusstseins und Engagements der europäischen Kirchen

- Analyse der sozialen und politischen Auswirkungen von Umweltfragen und Förderung von gemeinsamen Aktivitäten zu ihrer Behandlung

- Erkennen von Umweltproblemen, die auf europäischer Ebene entstehen, um den Kirchen Wege vorzuschlagen, damit umzugehen

- Förderung des Dialogs über Umweltfragen zwischen den europäischen Regionen (Ost und West, Nord und Süd)

- Förderung des Dialogs über Umweltfragen zwischen Europa und den anderen Regionen der Welt

- Anregung von fachbezogenen Formen der Zusammenarbeit mit Nichtregierungs- organisationen und den Europäischen Organisationen und Institutionen.

## Praxis
Auf der Praxisebene wird derzeit ökumenisch ein kirchliches Umweltmanagementprojekt durchgeführt und ein gemeinsamer "Tag der Schöpfung" (Schöpfungszeit) gefeiert. Der "Tag der Schöpfung" geht auf eine Initiative des Ökumenischen Patriarchats von Konstantinopel zurück und wird jedes Jahr am 1. September begangen.

## Ökumenische Konsultationen zur nachhaltigen Entwicklung
Von zentraler Bedeutung für die Ökumene sind gemeinsame Konsultationen, die nach Graz bis heute nicht mehr stattgefunden haben. Hierzu zählen:

### Kreta-Konsultation 1995
Nach der ersten Ökumenischen Versammlung in Basel gab es eine gemeinsame Projektgruppe (von CCEE und KEK), die eine Konsultation über „Umwelt und Entwicklung – Eine Herausforderung an unsere Lebensstile“ in der Orthodoxen Akademie Kreta (1995) durchführte.

### Eichstätt-Konsultation 1996
Die Vorbereitung der Zweiten Europäischen Ökumenischen Versammlung für den Umweltbereich fand in der Konsultation über „Christentum und zukunftsfähiges Europa – Die neue Praxis der ökologischen Verantwortung“ mit über 100 Teilnehmern, darunter der Heilige Stuhl, CCEE, KEK und EKD aus 22 Ländern in Eichstätt (Franz von Assisi Akademie zum Schutz der Erde und Katholische Universität Eichstätt) statt. In Eichstätt wurde von Lukas Vischer die Initiative zur Gründung eines europäischen Umweltnetzwerk vorgeschlagen und es fand eine inhaltliche Vorabstimmung statt.

### Zweite Europäische Ökumenische Versammlung 1997
Auf der Zweiten Europäischen Ökumenischen Versammlung 1997 gab es neben zwei Umwelt-Arbeitsgruppen, ein großes Dialogforum zum Umweltbereich (CCEE und KEK) sowie eine Fülle von Einzelveranstaltungen mit mehreren hunderten Besuchern. Eine Empfehlung für ein gemeinsames Umweltnetzwerk von CCEE und KEK fand keine Zustimmung, so dass von 1997 an die Zusammenarbeit auf ökumenischer Ebene nur partiell stattfand. Eine weitere Empfehlung betraf die kirchliche Mitarbeit und Unterstützung der lokalen Agenda 21 sowie der regionalen und nationalen Nachhaltigkeitsstrategien.